# گوستاو فرولیش
گوستاو فرولیش (آلمانی: Gustav Fröhlich; ۲۱ مارس ۱۹۰۲ – ۲۲ دسامبر ۱۹۸۷) کارگردان فیلم، فیلم‌نامه‌نویس، بازیگر تئاتر، و بازیگر سینما اهل آلمان بود.
از فیلم‌ها یا برنامه‌های تلویزیونی که وی در آن نقش داشته‌است می‌توان به متروپلیس، آسفالت، گناهکار، و حس وحشت اشاره کرد.
وی همچنین برندهٔ جوایزی همچون جایزه فیلم آلمان شده‌است.